# Johannes Kayser

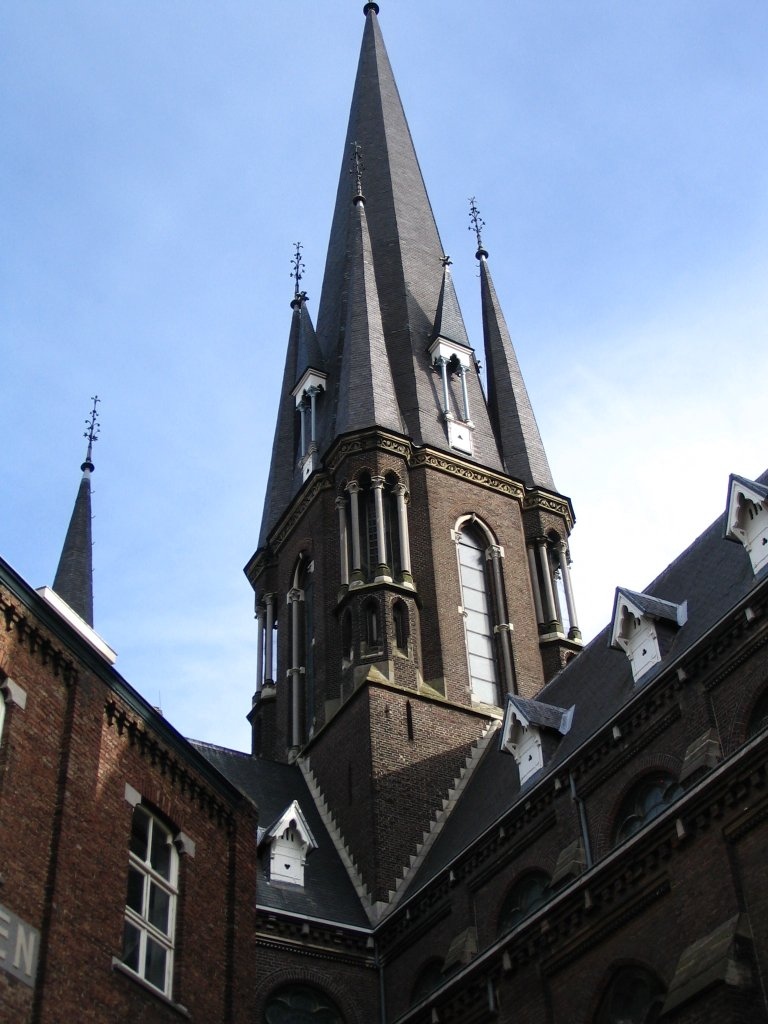
Sittard: Basiliek van Onze-Lieve-Vrouw van het Heilig Hart

Johannes Hermandus Julius (Johan) Kayser (Harlingen, 11 november 1842 - 's-Hertogenbosch, 15 maart 1917) was een Nederlands architect, die vooral actief was op gebied van kerkenbouw. Daarnaast ontwierp hij onder meer scholen en kloosters en was hij betrokken bij een groot aantal restauraties.

## Levensloop
Na gedurende de jaren zestig werkzaam te zijn geweest voor P.J.H. Cuypers, met name als opzichter bij de restauratie van de Sint-Servaaskerk in Maastricht, vestigde Kayser zich in 1873 als zelfstandig architect in Venlo, waar hij tevens de functie van stadsarchitect kreeg. In 1891 verhuisde hij naar Maastricht. Hij ontwierp de kerken vooral in neogotische stijl. Aanvankelijk was zijn kerkelijk werk geïnspireerd door de Franse gotiek, maar vanaf 1878 waren zijn ontwerpen geregeld beïnvloed door de baksteengotiek van het noorden van Duitsland.
Johannes Kayser is de vader van de architect Jules Kayser (1879-1963).

## Enkele werken

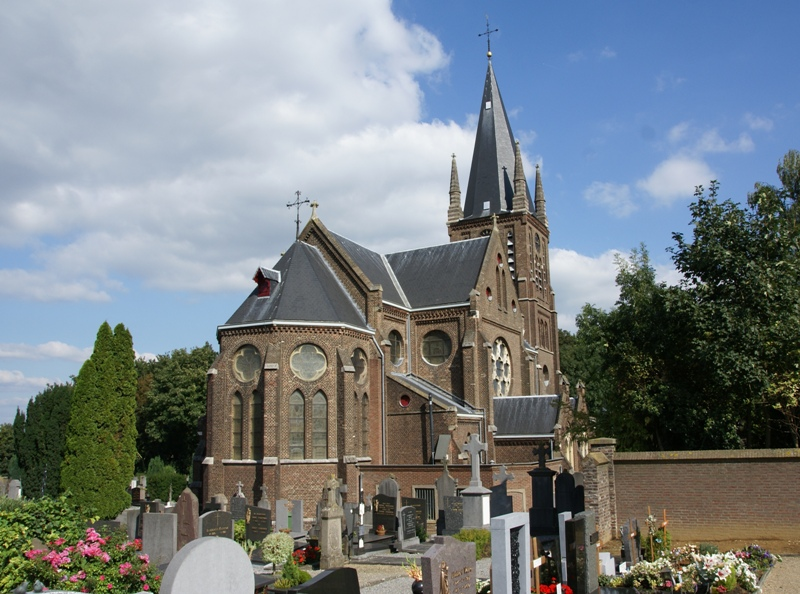
1872 Kerk van Sint-Pieter boven, Maastricht-Sint Pieter.
- 1873 Basiliek van Onze-Lieve-Vrouw van het Heilig Hart, Sittard.
- 1875 Heilig-Hart-van-Jezuskerk, Maastricht-Oud-Caberg.
- 1877 Clemenskerk, Merkelbeek.
- 1878 Kapel Savelbergklooster, Heerlen.
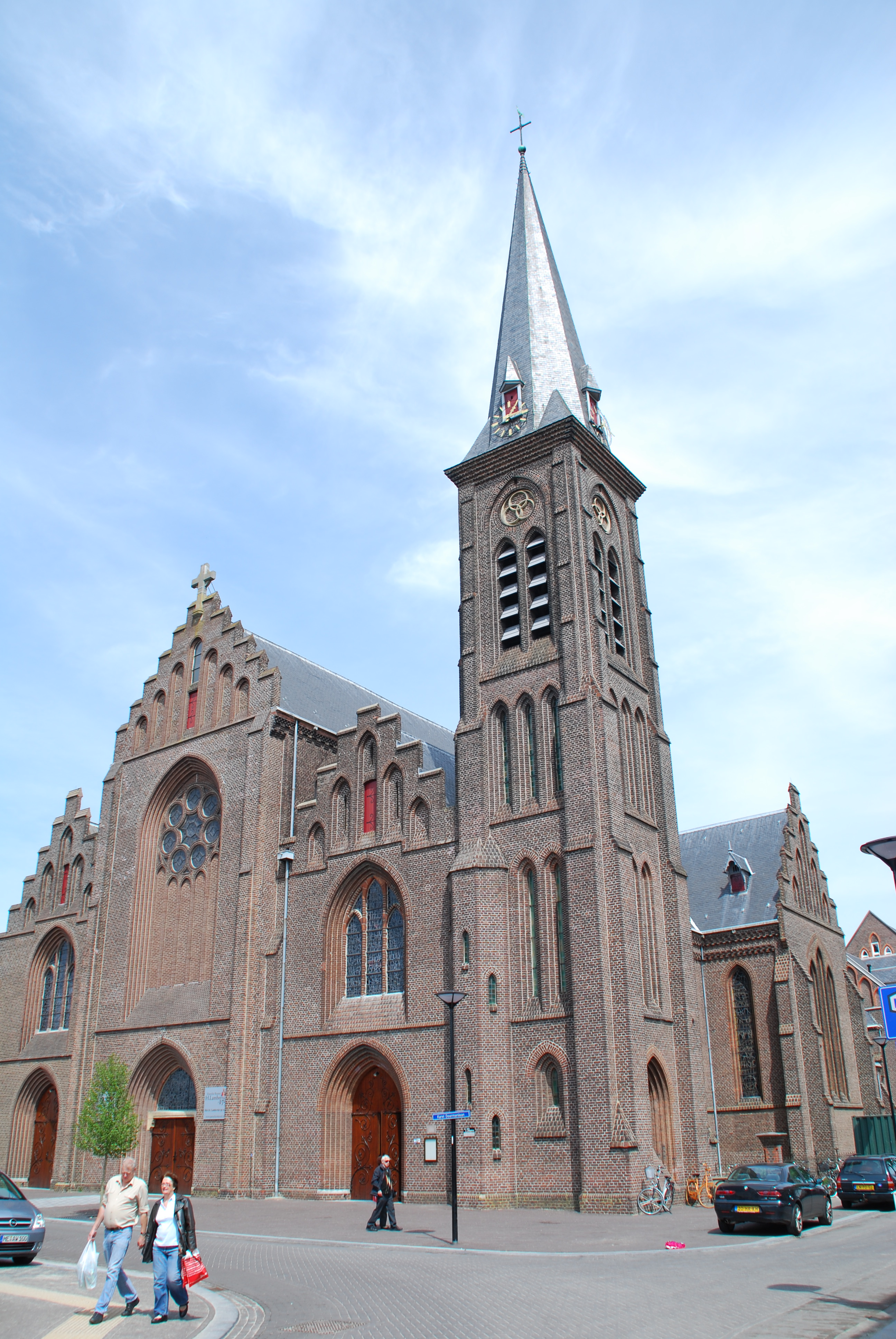
1878 Sint-Lambertuskerk, Reuver.
- 1880-1883 Kerk van de H.H. Wiro, Plechelmus en Otgerus, Sint Odiliënberg (restauratie en uitbreiding)
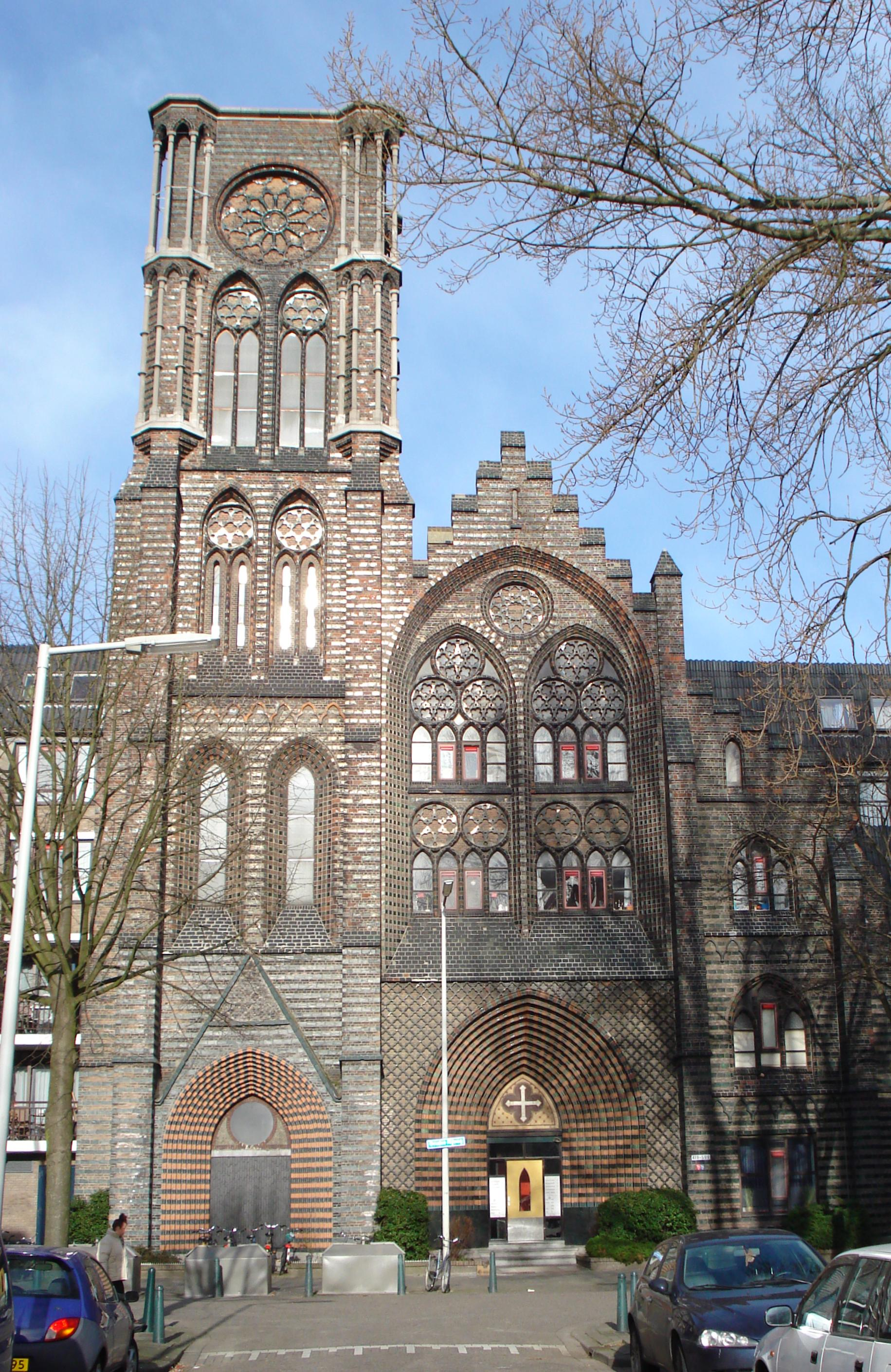
1882 Allerheiligste Verlosserkerk, Rotterdam.
- 1886 Stieltjeskerk, Rotterdam.
- 1887 Sint-Corneliuskerk, Maastricht-Borgharen.
- 1887 Martinuskerk, Holtum.
- 1890 Redemptoristenklooster, Wittem.
- 1890 Ursulinenkapel, Maastricht.
- 1890 Kapel Algemene Begraafplaats Tongerseweg, Maastricht.
- 1891 Sint-Pauluskerk, Vaals.
- 1899 Kloosterkerk Zusters Onder de Bogen, Maastricht.
- 1899 Ursulinenklooster (Eijsden), Eijsden.
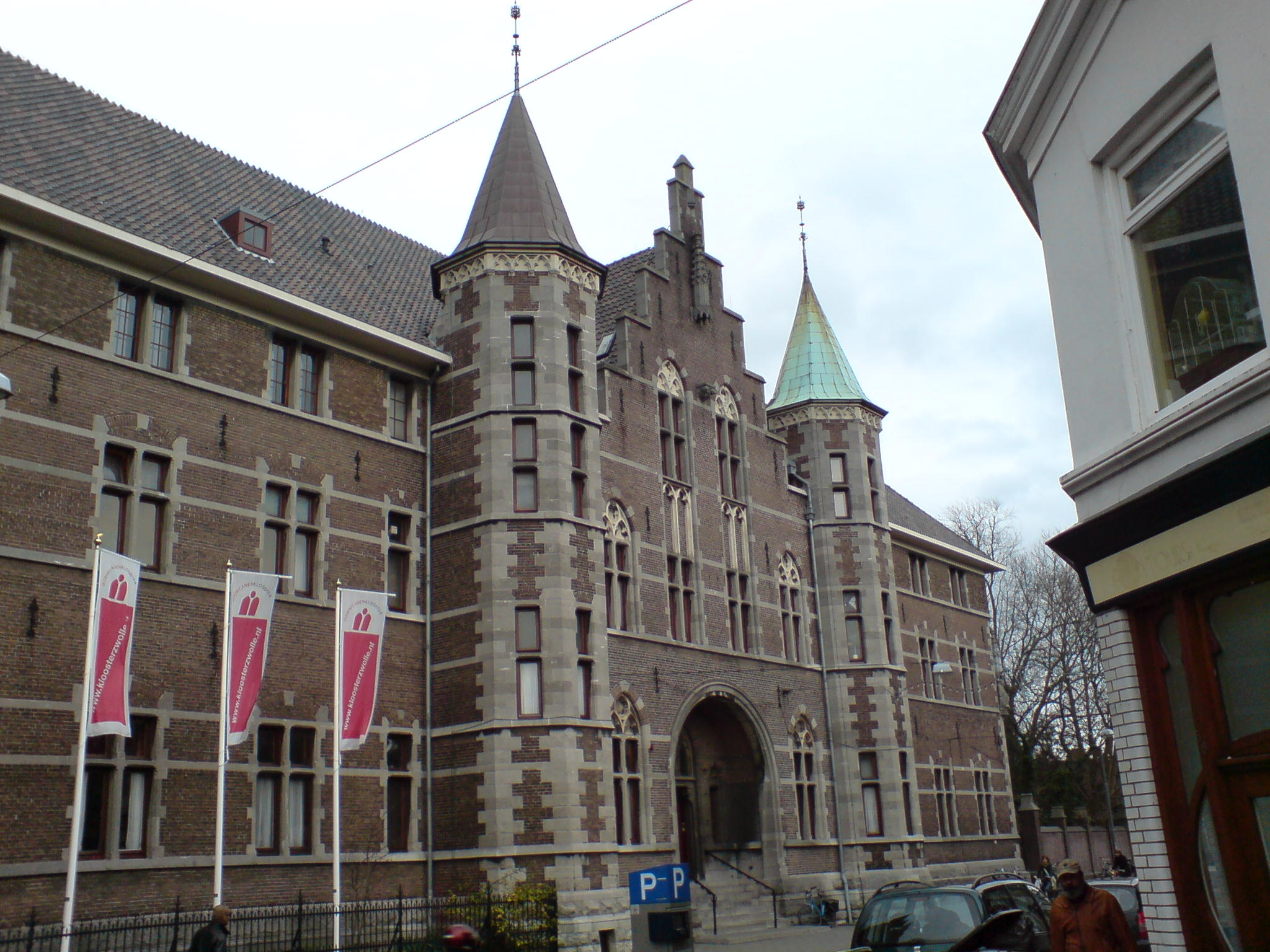
1900 Dominicanenklooster, Zwolle.
- 1908 Klooster Abshoven, Munstergeleen.